# Platěnsko
Platěnsko je část obce Moravany v okrese Pardubice. Nachází se na severovýchodě Moravan. V roce 2009 zde bylo evidováno 7 adres. V roce 2001 zde trvale žilo 12 obyvatel.
Platěnsko leží v katastrálním území Platěnice o výměře 3,82 km2.